# Bryophaenocladius rostratus
Bryophaenocladius rostratus är en tvåvingeart som beskrevs av Andersen och Mendes 2010. Bryophaenocladius rostratus ingår i släktet Bryophaenocladius och familjen fjädermyggor. Inga underarter finns listade i Catalogue of Life.